# Каменская (телесериал)
«Каме́нская» — российский детективный телесериал по романам писательницы Александры Марининой. Видеопремьера была выпущена 14 декабря 1999 года компанией «Pyramid Home Video», телепремьера пилотных серий сериала состоялась 19 декабря 1999 года на телеканале «НТВ-Плюс Наше кино». Полноформатная премьера состоялась весной 2000 года на телеканале «НТВ». Со второго сезона сериал выходил на телеканале «Россия». Телесериал завершился в 2011 году, всего вышло 6 сезонов. В 2018 году Елена Яковлева сказала в интервью, что есть вероятность съёмок седьмого сезона, и, если они начнутся, она готова в нём сняться.

## Сюжет
Конец 1990-х — начало 2000-х годов. Преступность вышла из-под контроля правоохранительных органов, и майор милиции Анастасия Каменская проводит расследования по фактам преступлений. Вскоре она переходит в убойный отдел Московского уголовного розыска под руководством полковника Виктора Алексеевича Гордеева.
Часто в преступлениях, которые расследует Каменская, замешаны или даже причастны к нему авторитетные люди: политики, бизнесмены, главы крупных организаций, однако, кроме врагов из системы, Каменская встречает и друзей, готовых ей помочь.

## Роли исполняли

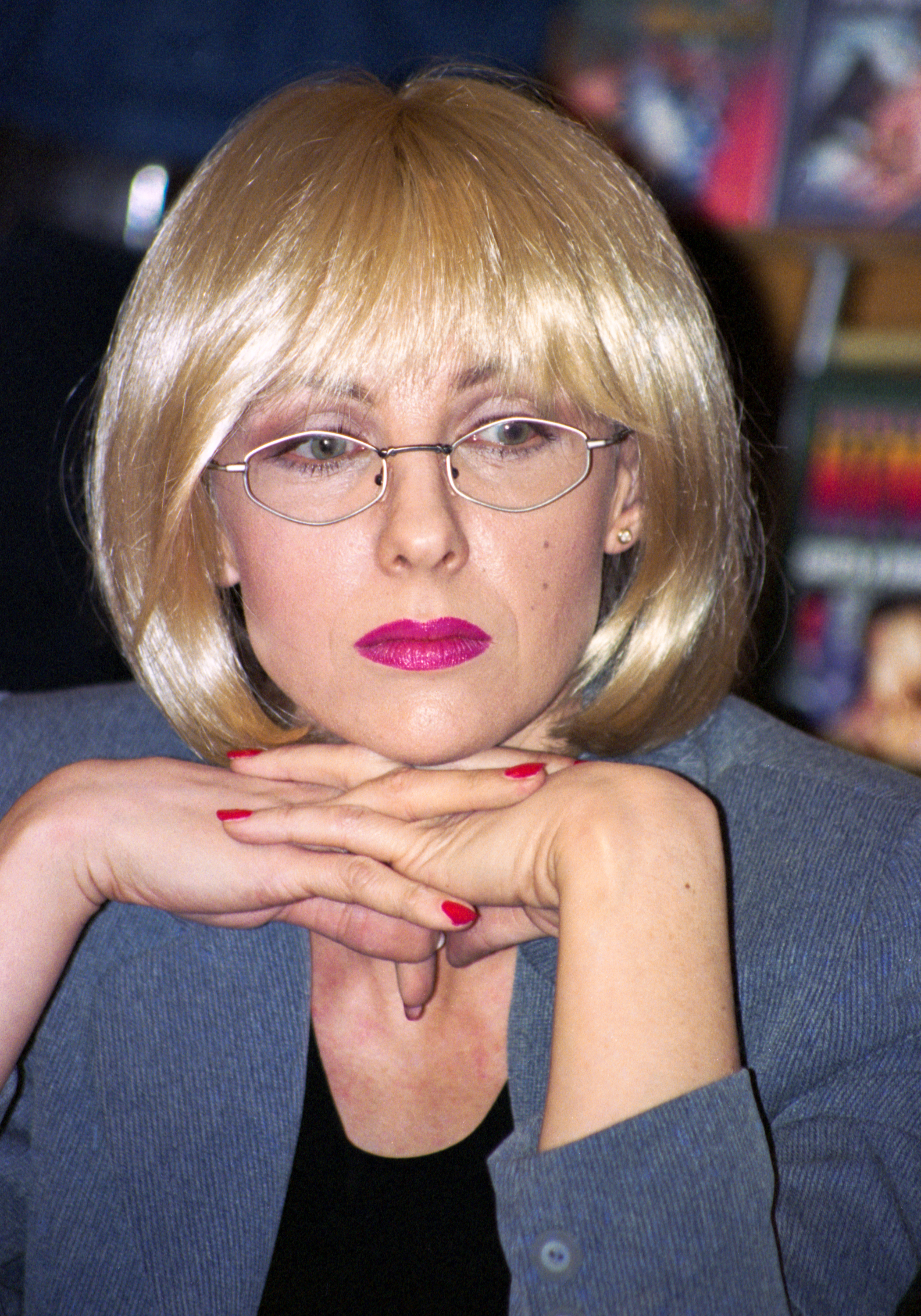
Елена Яковлева в образе Насти Каменской, февраль 2000 года, автор фото: Лев Медведев

| Актёр              | Роль |
| ------------------ | --- |
| Елена Яковлева     | майор, с 3-го сезона — подполковник милиции (1—6-й сезоны) Анастасия Павловна Каменская                                               |
| Сергей Никоненко   | полковник милиции, начальник 2-го отдела управления уголовного розыска ГУВД Москвы (1–6-й сезоны) Виктор Алексеевич Гордеев (Колобок) |
| Сергей Гармаш      | майор милиции (1—4-й сезоны) Юрий Викторович Коротков                                                                                 |
| Андрей Ильин       | муж Каменской, профессор (1—6-й сезоны) Алексей Чистяков                                                                              |
| Станислав Дужников | капитан милиции, оперуполномоченный (2-6-й сезоны) Михаил Доценко                                                                     |
| Дмитрий Нагиев     | капитан милиции, впоследствии сотрудник Интерпола и ФСБ (1—4-й, 6-й сезоны) Михаил Лесников                                           |
| Андрей Панин       | частный детектив, бывший сотрудник отдела полковника Гордеева (1—3-й, 5—6-й сезоны) Владислав Николаевич Стасов                       |
| Дмитрий Харатьян   | единокровный брат Анастасии Каменской, муж Дарьи Сундиевой (1—3-й сезоны) Александр Павлович Каменский                                |
| Борис Невзоров     | следователь прокуратуры (1—3-й, 5—6-й сезоны) Константин Михайлович Ольшанский                                                        |
| Наталья Швец       | помощница, подруга, бывшая золовка Томилиной (2—6-й сезоны); жена Доценко (5—6-й сезоны) Ирина Милованова                             |
| Ирина Розанова     | майор милиции, следователь, писательница, подруга Каменской, жена Стасова (2—3-й, 5—6-й сезоны) Татьяна Томилина                      |
| Олег Андреев       | капитан, коллега Каменской и Доценко, сотрудник отдела Гордеева (5-6-й сезон) Павел Дюжин                                             |
| Павел Баршак       | старший лейтенант милиции, участковый инспектор (6-й сезон) Игорь Дорошин                                                             |

## Список сезонов и серий
| Сезон | Серии | Серии | Даты показа     | Даты показа     | Даты показа        |
| Сезон | Серии | Серии | Первая серия    | Последняя серия | Канал              |
| ----- | ----- | ----- | --------------- | --------------- | ------------------ |
| 1     | 16    | 16    | 19 декабря 1999 | 2000            | НТВ-Плюс Наше кино |
| 2     | 16    | 16    | 2002            | 2002            | РТР                |
| 3     | 16    | 16    | 2003            | 2003            | РТР                |
| 4     | 12    | 12    | 2005            | 2005            | Россия             |
| 5     | 12    | 12    | 2008            | 2008            | Россия             |
| 6     | 12    | 12    | 2011            | 30 августа 2011 | Россия-1           |

### 1-й сезон (1999—2000)
Режиссёр — Юрий Мороз. 8 фильмов по 2 серии.
Фильм 1 (1—2-я серии) — «Стечение обстоятельств»
- Алексей Горбунов — Галл
- Всеволод Шиловский — полковник Александр Евгеньевич Павлов
- Альгимантас Масюлис — вор в законе Евсей Ильич Дорман
- Марина Могилевская — Людмила Семёнова, любовница Короткова
- Анатолий Горячев — Рудник

Фильм 2 (3—4-я серии) — «Игра на чужом поле»
- Николай Чиндяйкин — криминальный авторитет Эдуард Петрович Денисов
- Вия Артмане — Регина Аркадьевна Вальтер
- Сергей Юшкевич — Анатолий Владимирович Старков, начальник охраны Денисова
- Владислав Галкин — Евгений Шахнович
- Михаил Ефремов — Николай Алфёров

Фильм 3 (5—6-я серии) — «Убийца поневоле»
- Александр Балуев — генерал Владимир Сергеевич Вакар
- Геннадий Назаров — Сергей Эдуардович Денисов (Бокр)
- Наталья Рогожкина — Дарья Сундиева, невеста Александра Каменского
- Александр Носик — Игорь Ерохин
- Виктор Вержбицкий — Артём Резников
- Алексей Ошурков — Сурен Унданян
- Ольга Хохлова — жена Вакара

Фильм 4 (7—8-я серии) — «Смерть ради смерти»
- Ярослав Бойко — майор ФСБ Вадим Андреевич Бойцов
- Светлана Копылова — Надежда Шитова
- Владимир Ерёмин — генерал Супрун
- Геннадий Коротков — чеченский криминальный авторитет Мамед Мерханов
- Олеся Поташинская — Инна Литвинова, сотрудница НИИ
- Алексей Маклаков — директор НИИ радиологии Николай Адамович Томилин

Фильм 5 (9—10-я серии) — «Шестёрки умирают первыми»
- Юлия Деллос — Кира Левченко
- Любомирас Лауцявичюс — генерал-лейтенант Иван Алексеевич Заточный
- Альгимантас Масюлис — вор в законе Евсей Ильич Дорман
- Валерий Гатаев — Кабанов
- Павел Поймалов — Геннадий Шлык
- Игорь Ленёв — Сергей Русаков
- Сергей Быстрицкий — оперативник Андрей Чернышёв
- Марина Могилевская — Людмила Семёнова, любовница Короткова
- Наталья Рогожкина — Дарья Сундиева, невеста Александра Каменского

Фильм 6 (11—12-я серии) — «Смерть и немного любви»
- Илья Древнов — Антон Шевцов
- Наталия Антонова — Элина Бартош
- Андрей Звягинцев — Валерий Турбин
- Михаил Горевой — Марат Александрович Латышев
- Алла Балтер — Тамила Шалвовна Бартош
- Наталья Рогожкина — Дарья Сундиева, жена Александра Каменского

Фильм 7 (13—14-я серии) — «Чужая маска»
- Марина Левтова — Светлана Параскевич
- Екатерина Редникова — Наталья Михайловна Досюкова
- Оксана Мысина — Лариса Исиченко
- Любомирас Лауцявичюс — генерал-лейтенант Иван Алексеевич Заточный
- Дмитрий Проданов — Евгений Досюков/ Валентин Остриков
- Александр Ткачёнок — Владимир Петрович Пригарин
- Игорь Забара — Леонид Параскевич / Андрей Турин
- Геннадий Овсянников — Виктор Фёдорович Лощилин

Фильм 8 (15—16-я серии) — «Не мешайте палачу»
- Валерий Приёмыхов — Павел Дмитриевич Сауляк
- Николай Лавров — Антон Андреевич Минаев
- Юрис Стренга — Карл Фридрихович Рифиниус
- Сергей Журавель — Михаил Иванович Ларкин
- Юлия Рутберг — Маргарита Павловна Дугинец
- Любомирас Лауцявичюс — генерал-лейтенант Иван Алексеевич Заточный
- Иван Мацкевич — генерал-майор милиции Коновалов

### 2-й сезон (2002)
Режиссёр — Юрий Мороз. 4 фильма по 4 серии:
Фильм 1 (1—4-я серии) — «Украденный сон»
- Евгений Меркурьев — Арсен
- Илья Шакунов — инвалид
- Виктория Исакова — проститутка Екатерина
- Егор Бероев — стажёр Олег Мещеринов
- Владимир Большов — Виктор Тришкан, подручный Арсена
- Юрий Мороз — Сергей Градов
- Анатолий Руденко — Сергей Градов в юности / сын Градова
- Александр Воробьёв — Николай Никифорчук
- Александр Ревенко — Николай Никифорчук в молодости
- Екатерина Галахова — Виктория Ерёмина / Тамара Ерёмина
- Линда Табагари — Надежда, дочь Короткова
- Виталий Шаповалов — Леонид Петрович Череменин, отчим Каменской
- Марина Могилевская — Людмила-любовница Короткова.
- Михаил Петров — бывший следователь Григорий Федорович Смеляков, писатель Жан-Поль Брезак

Фильм 2 (5—8-я серии) — «Я умер вчера»
- Валерий Дегтярь — телеведущий Александр Уланов
- Дарья Мороз — Виктория Уланова
- Александр Голобородько — директор реабилитационного центра Владимир Семёнов
- Андрей Руденский — заместитель директора реабилитационного центра Андрей Лутов
- Игорь Ясулович — психолог Борис Готовчиц
- Елена Морозова — колдунья Инесса Пашкова

Фильм 3 (9—12-я серии) — «Мужские игры»
- Борис Клюев — новый начальник отдела Владимир Мельник
- Сергей Векслер — Евгений Парыгин
- Анна Уколова — Анна Лазарева
- Валерий Баринов — преподаватель академии МВД Григорий Стоянов
- Владимир Ерёмин — Зеленин
- Любомирас Лауцявичюс — генерал МВД Иван Заточный

Фильм 4 (13—16-я серии) — «За всё надо платить»
- Владислав Галкин — Евгений Шахнович
- Николай Чиндяйкин — криминальный авторитет Эдуард Петрович Денисов
- Евгений Меркурьев — Арсен
- Елена Панова — Ольга Решина
- Илья Шакунов — инвалид
- Михаил Владимиров — Михаил Шоринов
- Владимир Большов — Виктор Тришкан
- Сергей Угрюмов — Николай Саприн (Первушин)
- Сергей Горобченко — аспирант Юрий Оборин
- Мария Порошина — Екатерина Мацур
- Улдис Ваздикс — частный детектив

### 3-й сезон (2003)
Режиссёр — Юрий Мороз. 4 фильма по 4 серии:
Фильм 1 (1—4-я серии) — «Иллюзия греха»
- Оксана Акиньшина — Ирина Терёхина
- Виктор Раков — Валерий Васильевич Волохов («дядя Саша»)
- Наталья Назарова — Вера
- Денис Карасёв — Сергей Львович Гуланов, главврач клиники
- Евгения Лоза — Наталья Терёхина
- Владимир Вдовиченков — Олег Жестеров
- Геннадий Коротков — Мамед Мерханов

Фильм 2 (5—8-я серии) — «Когда боги смеются»
- Анжелика Варум — эстрадная певица Светлана Медведева
- Владимир Симонов — Владимир Околович
- Анна Банщикова-Леонидова — Евгения Рубцова
- Дмитрий Назаров — Роман Александрович Рубцов, отец Жени
- Павел Сафонов — Кирилл Яровой, маньяк, фанат Медведевой
- Регина Мянник — Ольга Плетнева, любовница Рубцова
- Евгений Писарев — Павел Плетнёв, муж Ольги, стилист
- Игорь Золотовицкий — Валерий Папоров, продюсер Медведевой

Фильм 3 (9—12-я серии) — «Стилист»
- Александр Феклистов — Владимир Соловьёв
- Андрей Рапопорт — Кирилл Есипов
- Александр Клюквин — Евгений Якимов
- Анатолий Белый — Андрей, помощник Соловьёва
- Павел Ульянов — Автаев
- Павел Белозёров — Воронец
- Евгения Брик — Оксана
- Эдуард Чекмазов — Вадим Устинов
- Алексей Панин — Дмитрий Свечников
- Вячеслав Гришечкин — Михаил Черкасов

Фильм 4 (13—16-я серии) — «Седьмая жертва»
- Виталий Хаев — Шутник
- Константин Желдин — Андрей Тимофеевич
- Ольга Хохлова — Haдежда Старостенко
- Олег Гущин — Виктор Петрович Шувалов

### 4-й сезон (2005)
Режиссёр — Александр Аравин. 3 фильма по 4 серии:
Фильм 1 (1—4-я серии) — «Личное дело» (Призрак музыки)
- Александр Фёдоров — следователь прокуратуры Михаил Ермилов
- Эльвира Данилина — Ольга Ермилова
- Константин Милованов — Георгий Дударев
- Екатерина Климова — Юлия Блохина
- Дмитрий Кубасов — Артём Баженов
- Анастасия Аравина — Дарья
- Александр Козлов — следователь Борис Гмыря

Фильм 2 (5—8-я серии) — «Тень прошлого» (Светлый лик смерти)
- Анна Капалева — Евгения Цуканова
- Борис Миронов — Александр Стрельников
- Дарья Белоусова — Марина Стрельникова
- Константин Чепурин — Виталий Томчак
- Елена Караджова — Лариса Томчак
- Марина Могилевская — Людмила

Фильм 3 (9—12-я серии) — «Двойник» (Незапертая дверь)
- Алексей Горбунов — Галл / актёр Вячеслав Кукушкин
- Вера Воронкова — Ирина
- Елена Ласкавая — Наталья
- Александр Сирин — Сергей Богомольцев-Богомолец
- Владислав Ветров — Руслан Нильский
- Рашид Тугушев — Крек
- Виталий Абдулов — Антон Плишаков

### 5-й сезон (2008)
Режиссёр — Антон Сиверс. 6 фильмов по 2 серии:
Фильм 1 (1—2-я серии) — «Реквием»
- Олег Андреев — Павел Михайлович Дюжин, капитан милиции, аналитик
- Артур Ваха — Ярослав Зотов
- Сергей Перегудов — Игорь Вильданов
- Мария Луговая — Валерия Немчинова
- Геннадий Гарбук — Василий Петрович Немчинов, дед Валерии
- Юлия Рувинская — Мария Гордеева
- Сергей Лосев — генерал Быков
- Илья Неретин — Левченко

Фильм 2 (3—4-я серии) — «Имя потерпевшего — никто»
- Татьяна Пилецкая — Софья Ларионовна Бахметьева
- Илья Носков — Виталий Горобецкий
- Евгения Игумнова — Ника
- Яков Шамшин — Сергей Суриков
- Андрей Добровольский — следователь Дмитрий Бугаев
- Елена Андреева — Любовь
- Пётр Королёв — следователь на пенсии Макушкин

Фильм 3 (5—6-я серии) — «Воющие псы одиночества»
- Ольга Онищенко — Вера Дюзинцева
- Дмитрий Поднозов — Андрей Дюзинцев
- Юлия Кадушкевич — Елена Викторовна Гордеева, дочь Гордеева
- Арнис Лицитис — Хизель, муж Веры
- Юлия Рувинская — Мария Гордеева
- Олег Ткачёв — Семагин

Фильм 4 (7—8-я серии) — «Посмертный образ»
- Александр Кристиан Анриа — Терри Хакалла, финский полицейский
- Екатерина Вилкова — Алина Вазнис
- Владимир Божков — маньяк Михаил Волошин
- Виталий Коваленко — режиссёр Андрей Смулов
- Юлия Рувинская — Мария Гордеева
- Анатолий Петров — продюсер Михаил Мазуркевич
- Екатерина Дронова — Ксения Мазуркевич, жена продюсера
- Дарья Юргенс — Елена Альбикова, второй режиссёр

Фильм 5 (9—10-я серии) — «Соавторы»
- Сергей Власов — Егор Витальевич Сафронов
- Карина Разумовская — Елена Сафронова
- Сергей Мучеников — писатель Глеб Борисович Богданов
- Ксения Каталымова — писательница Екатерина
- Иван Мартынов — писатель Василий
- Юрий Ицков — Николай

Фильм 6 (11—12-я серии) — «Закон трёх отрицаний»
- Константин Воробьёв — Валентин Николаевич Самарин
- Андрей Астраханцев — Валерий Станиславович Риттер, гендиректор фирмы
- Анна Дубровская — Анита Станиславовна Риттер, заместитель гендиректора
- Ерванд Арзуманян — Айрумян, эксперт
- Ольга Рептух — Лариса Риттер, финансовый директор фирмы
- Татьяна Орлова — Галина Васильевна Аничкова, психолог

### 6-й сезон (2011)
Режиссёры — Марат Ким, Егор Анашкин. 6 фильмов по 2 серии:
Фильм 1 (1—2-я серии) — «Вспомнить — нельзя»
В ролях:
- Павел Баршак — Дорошин
- Ульяна Лаптева — Елена, внучатая племянница Чистякова
- Инна Пиварс — Ольга Ивановна Ерёмина, подполковник юстиции, государственный обвинитель в суде
- Олег Хатюшенко — Николай Николаевич Крюков, генерал-лейтенант юстиции, заместитель прокурора
- Любовь Руднева — Людмила Анатольевна Крылова, мать погибшего Серёжи
- Василий Савинов — Юрий Геннадьевич Полевич, отец погибшей Риты
- Алексей Кирсанов — Георгий Викторович Пашин
- Роберт Вааб — Виктор Пашин, майор, отец Георгия
- Константин Коносов — Марат Аликович Згоев
- Лариса Халафова — Юлия Михайловна Полевич, мать погибшей Риты

Фильм 2 (3—4-я серии) — «Простая комбинация»
- Николай Козак — Андрей Викторович Белозёров, специалист «по решению проблем»
- Анатолий Узденский — Пётр Тимофеевич Ладыгин, судья арбитражного суда города Реченска
- Ольга Сухарева — Мила (Людмила Алексеевна Смирнова), учительница физики и математики в школе Реченска
- Андрей Рогожин — Каретников, врач-целитель, любовник Милы
- Мария Жиганова — Тамара Александровна Данилевская, владелица сети ювелирных магазинов
- Станислав Бондаренко — Константин, муж Милы
- Валентина Березуцкая — Мария Семёновна, хозяйка дома в Реченске
- Александр Варлей — Владислав Аркадьевич Рыбаков, муж Данилевской
- Николай Сальников — информатор
- Елена Мельникова — Лидия Владимировна, мать Милы

Фильм 3 (5—6-я серии) — «Городской тариф»
- Ольга Васильева — Наталья Седова, бывшая жена Седова, мать Сони
- Вероника Лысакова — Софья Павловна Седова, дочь Натальи и Павла Седова.
- Валентин Варецкий — майор, замначальника РОВД
- Олег Купчик — Павел Седов, майор, сотрудник ГУВД по борьбе с наркотиками
- Александр Чернявский — Илья Бабицкий, сожитель Натальи Седовой
- Алиса Анненкова — Милена Погодина, невеста Седова
- Дмитрий Богданов — Олег Канунников, любовник Милены
- Станислав Эвентов — Камаев
- Владимир Ширяев — Иван Горюнов, охранник

Фильм 4 (7—8-я серии) — «Замена объекта»
- Валентин Смирнитский — Дорошин, оперный певец, отец Игоря
- Марина Петренко — Екатерина Сомова, журналистка
- Александр Павлов — Николай Кузнецов, он же Виктор Осипенко, охранник Аллы Сороченко
- Наталья Кулинкина — Татьяна Васильевна, мать Игоря Дорошина
- Ксения Непотребная — Алла Сороченко, студентка ГИТИСа, жена Анташова
- Самад Мансуров — Олег Константинович Анташов, муж Аллы Сороченко

Фильм 5 (9—10-я серии) — «Чёрный список»
- Лидия Милюзина — Лилия Стасова, дочь Стасова от первого брака, возлюбленная Лесникова
- Виктор Соловьёв — Пётр Павлович Юргенс, следователь в городе Езерске
- Юрий Тарасов — Игорь Москвитин, актёр
- Константин Балакирев — Евгений, помощник Караковского, администратор кинофестиваля
- Валерий Анисенко — Яков Петрович, врач в городе Езерске
- Владимир Байрачный — Зильберман, критик
- Михаил Долгополов — Терещенко (Евсеич), хранитель музея в замке города Езерска, местный краевед

Фильм 6 (11—12-я серии) — «Пружина для мышеловки»
- Камиль Ларин — Владимир, сосед Каменской
- Владимир Юматов — Лев Аргунов
- Алексей Шемес — Вячеслав Ситников
- Елена Дудина — Олеся, невестка и любовница Ситникова
- Анна Цуканова-Котт — Светлана, жена Володи
- Лидия Милюзина — Лилия Стасова, дочь Стасова от первого брака, возлюбленная Лесникова
- Марина Петренко — Екатерина Сомова, журналистка
- Валентина Смольникова — Майя Сергеевна Стрельцова, писательница, подруга Томилиной
- Геннадий Юхтин — Царьков, бывший следователь
- Вячеслав Агашкин — Мусатов